# Vũ Bình, Long Nham
Vũ Bình (chữ Hán giản thể: 武平县) là một huyện thuộc địa cấp thị Long Nham, tỉnh Phúc Kiến, Cộng hòa Nhân dân Trung Hoa. Huyện này có diện tích 2635 ki-lô-mét vuông, dân số 370.000 người. Mã số bưu chính là 364300. Chính quyền huyện đóng ở trấn Bình Xuyên. Về mặt hành chính, huyện này được chia thành 6 trấn, 11 hương.
- Trấn: Bình Xuyên, Nham Tiền, Thập Phương, Trung Sơn, Trung Bảo, Đào Khê.
- Hương: Thành Tương, Vạn An, Đông Lưu, Dân Chủ, Hạ Bá, Trung Xích, Tượng Động, Vũ Đông, Vĩnh Bình, Tương Điếm, Đại Hòa.